# 犬
犬，通稱狗，又称家犬，一种常见的犬科哺乳动物，是狼（學名：Canis lupus）的一个亚種。狗是人類最早驯化的一个物种。野狗可能對環境與其他生物造成影響。狗的壽命最多可超過二十年，平均則為十數年，與貓的平均壽命相近。若無發生意外，小型犬的平均壽命更長。
DNA分析显示狗不单单是狼的近亲，更是各地不同狼亚种的混血后代。现代狗的祖先约在1.1万至1.6万年前开始在西欧被人类驯化，更早之前人類飼養的古代狗已經滅絕，如在比利时所发现距今3.6万年及阿尔泰山所发现约3.3万年前的标本，显示已经中断的驯化事件，这些更早期的古代狗並未留下现存后代。2016年的研究表明，現代狗至少經過兩次馴化，人類在亞洲馴化狗，發生在超過1.4萬年前，一小部分家犬和人通過歐亞大陸西遷。這意味著，所有現代家犬，還有紐格萊奇墓犬，牠們的祖先可追溯回到亞洲。基因檢測發現舊石器時代的歐洲犬，很多基因型在現代歐洲犬中找不到。這結果意味著，古歐洲犬沒留下多少後代，有可能是因為亞洲犬在新石器時代就逐漸取代了古歐洲犬。
狗在与人的长期互动中习得了与人类行为和谐一致的特殊习性，更获得了靠高淀粉饮食茁壮成长的能力各种狗的形状、大小、毛色都有显著不同。。狗与人之间已经高度演化出互利共生关系，是人类社会最重要的役用动物，可用来看家护院、捕猎、放牧、载货、警用、军用、做宠物伴侣、帮助身障人士等，因此有“人类的好朋友”这一美誉。此外有些地區也將狗作为食物，例如東亞的朝鮮、韩国、中國部份地區、東南亞的越南、歐洲的瑞士、法國、美國夏威夷等地。
家犬通过数万年的人工选择，已培育出数百个犬种，其中多数犬种出现是近几百年的事。人们根据需要培育了许多不同的品种。例如身高从只有15.2厘米的吉娃娃到76厘米的爱尔兰猎狼犬，也有各種颜色，例如白、黑、灰或棕。

## 概要
犬最早可能於16,000年，最晚不晚於14,000年前，就被人类從野生狗類驯化成家畜。从DNA上来看，驯化可能最早发生在亚洲东南部，但也有人认为是在中东，加州大學洛杉磯分校在2013年的研究指出，現代家犬的DNA血緣與一種已滅絕的古代歐洲野狼最為接近，人類在大約在距今18,000年到32,000年之間開始馴養歐洲野狼，最終培育出現代家犬。2015年的研究發現，來自東南亞的狗，與其他種群相比，具有顯著更高的遺傳多樣性，是與狼有親緣關系的最基礎種群，顯示家犬的起源地可能是在33,000年前的東南亞。大約15,000年前，一部分祖先狗開始遷移到中東和非洲，大約10,000年前入了歐洲。走出亞洲的其中一支又遷移回到東方，在遷移至新大陸之前與中國北部的地方性亞洲譜系形成了一系列混雜種群。

## 食物

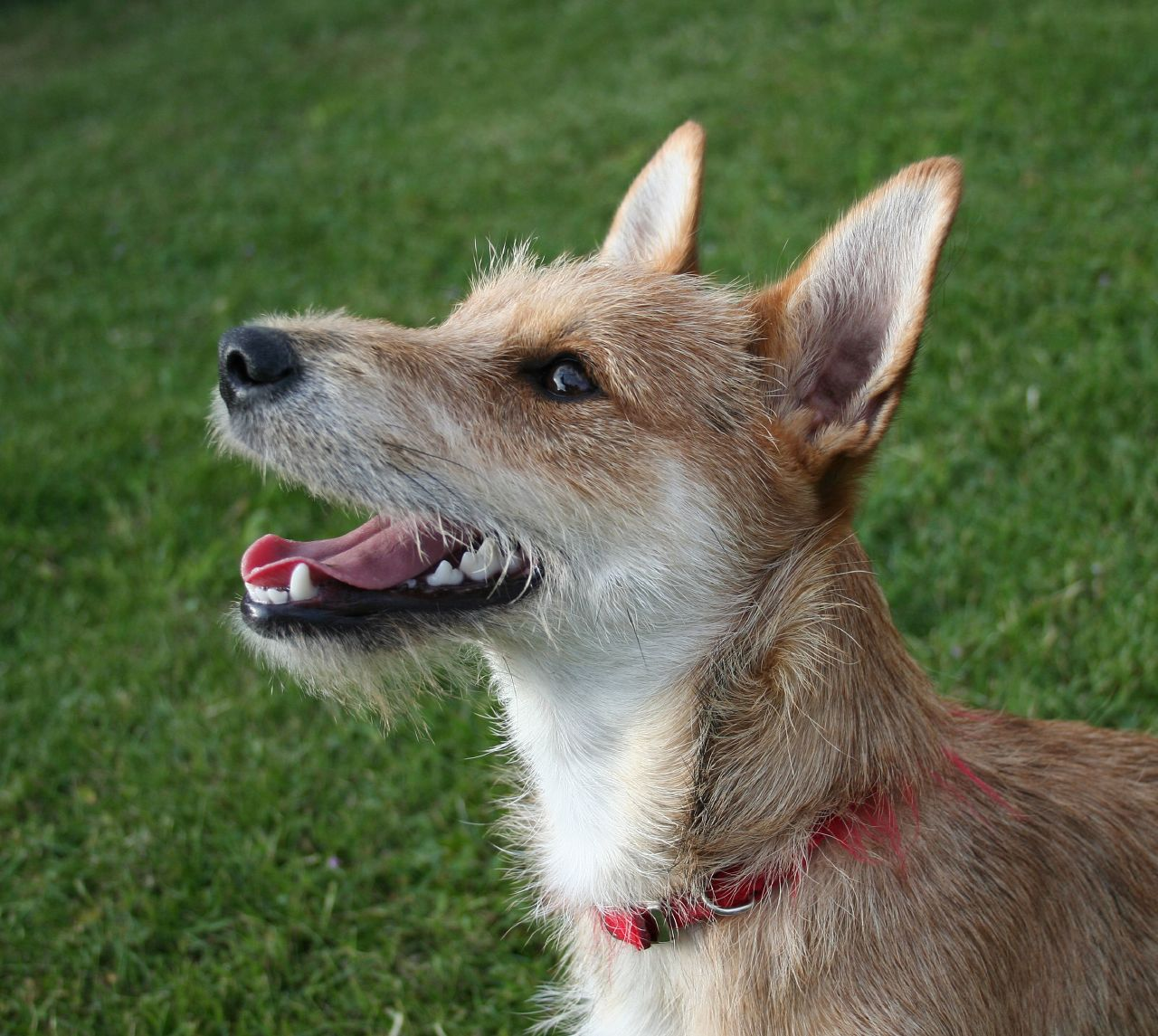
圖中是一隻混種梗犬。 混種犬被發現不但能夠跑得更快，而且壽命經常比它們的純種父母還要長。（参見混種優勢）

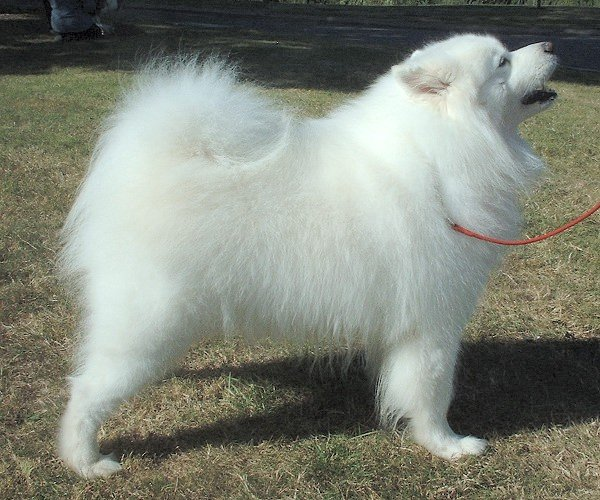
俄羅斯的西伯利亞薩摩耶犬

尽管犬的祖先为狼，属食肉目，犬在各种文献中除了称肉食動物的之外，也有不少称其为雜食動物。与严格肉食動物不同，狗可以适应各种饮食。狗不需动物蛋白，也不需大量蛋白质，即可满足基本饮食需求。狗可以健康地消化吸收各种食物，包括蔬菜和谷物，即使在饮食中有很大比重都可以。纯肉饮食缺乏钙质，反而不适合犬类食用。狼狗对比的基因分析指出，狗的基因中有一些突变增强了淀粉酶活性，令狗较为适应高淀粉饮食，可能为早期驯化的重要一步。一些狗甚至带有唾液淀粉酶。犬类仍然需要一些在自然界里主要由肉类提供的营养成分，例如其合成胆酸使用的牛磺酸，提升钙质吸收的维生素D，以及维持氮平衡的精氨酸。
犬類能接受的食物種類比人類少，例如牠們對巧克力中的可可鹼的代謝速度比人類慢很多，大量攝入巧克力會使犬發生可可鹼中毒甚至致死。其他尚有洋蔥、葡萄（葡萄會使犬腎衰竭或死亡）、櫻桃、酪梨，含有木糖醇的食物如糖果、烘焙食品、冰淇淋和花生醬等。而一些人類常用的成藥對狗也是毒藥。因此不要讓狗有機會接觸人用藥品及有害的人用食品是飼養的基本原則。飼主應注意如狗吃蛋糕、餅乾或其他人類食用的甜點，是否會令狗的腎負荷過大；腎臟負擔過大可能造成皮下脂肪堆積和脫毛等現象。

## 名稱及術語

### 学名

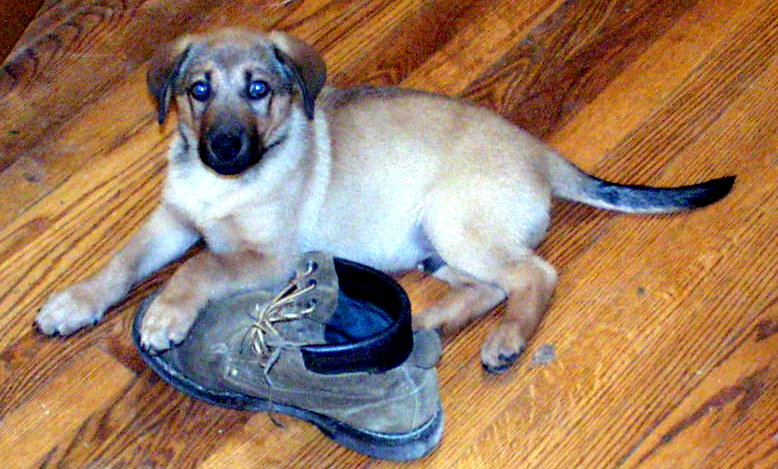
小狗喜欢在它发现的任何东西上面磨牙

家犬属于狼，狼的学名为，拉丁语即“犬”，即“狼”。1758年林奈最初将其视为独立物种，命名为 ——意即“家犬”，但1993年史密森学会与美国哺乳动物学会重新分类将其划为狼的一个亚种，于是成为家犬的正式学名。

### 漢字
漢字「犬」字早在甲骨文時代已出現，寫作，為象形字。後經演變，雖然楷書「犬」字象形的痕跡已很難辨認，但仍可從部首「犭」看出象形痕跡。
在汉藏语系其他语言中，亦可发现“犬”的同源詞：藏语 khyi、缅甸语 khwe、嘉绒语 khɯna，白語 kuanx，这证明原始汉藏民族已经会飼養犬，或與之有互動。而現行所稱的「狗」，據美國漢學家羅傑瑞的論證，上古漢語的“狗”*kug>kəu:是借自共同苗瑤語*klu2B。

## 种族特性

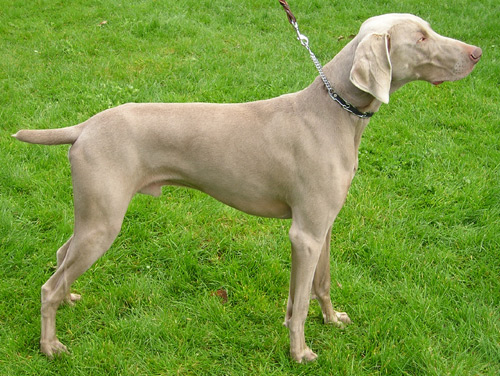
犬类拥有与掠食者相称的身体用于追捕，跳跃和杀死猎物（圖為魏玛伦纳猎狗，Weimaraner）

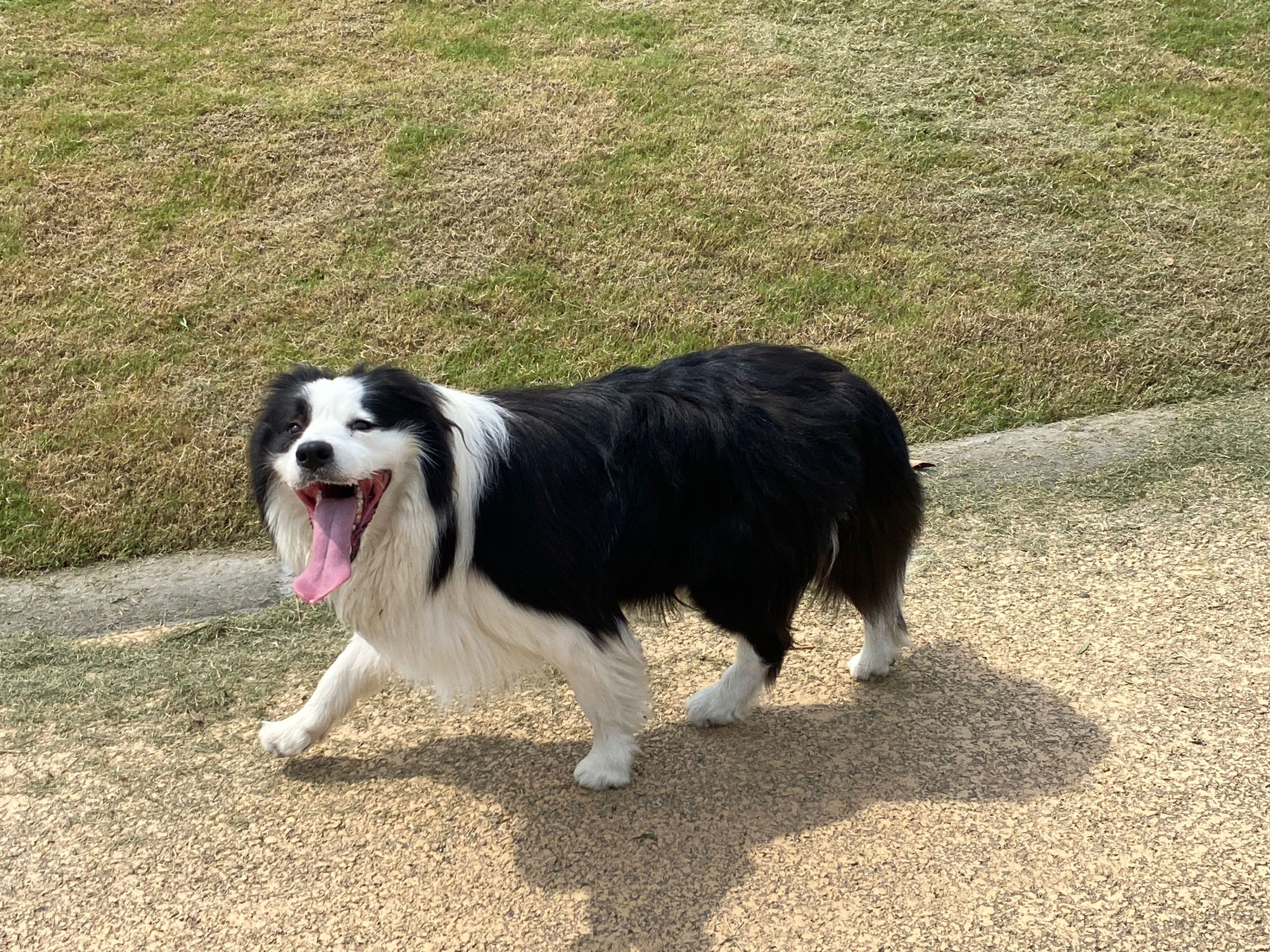
犬类通过伸舌头喘气以蒸发水汽从而降温，时值夏季高温天

现代狗种在体形，外貌和行为上要比其他驯化动物的差异更大。但即使各个种类差异如此极端，家犬与其野生祖先狼仍然有着共同的属性。所有犬科动物都是掠食动物或食腐动物，拥有便于攻击，抓捕和撕咬它们食物的锋利尖牙和有力的爪。
狗类四肢的结构能够使它们在必要时快速向前出击或是进行跳跃动作，用于追赶或抓捕它们的猎物。因此，它们拥有小而结实的足部，使用前足移动；前腿松软灵活，肌肉只用于与躯干连接；后腿则强健有力。
狗类是二元色视者，所以以人类的标准来说狗类是色盲1，2，基本上在狗的世界中他們可以看見的是藍色與黃色。又由于狗类眼球透镜比人类要平，所以它们不能看见过多的细节事物；另一方面，狗眼比人眼对光和运动更为敏感。有些种类的狗，特别是最好的视力型嗅猎犬(sighthound)，拥有270°的视力范围（人类只有100°到120°），而大头狗（broad-headed）向前的视力范围则要小一些，只有180°。1，2
狗类对音频声波的感觉极限为67Hz至45,000Hz（人類為20Hz至20,000Hz;貓为45Hz至64,000Hz ）2，另外，狗的耳朵是可以活动的，这可以帮助它们快速准确的定位声音的来源。狗对声音的定位比人类迅速，听见声音的距离也要比人类远四倍，但比貓遜色。
家犬在一个口袋手帕那么大小的范围内有将近2亿2000万个嗅觉细胞（人类在邮票大小的范围内只有500万个）。某些经过挑选的种类更是可以进行嗅猎工作，认为狗鼻部的化学感受器虽能感受到化学物质，但狗并不真正理解的想法是过于单纯化了；虽然仍然存在争论，但现在看来可以确定的是狗有能力在跟踪时，区分两种不同类型的味道，比如某人带来的空气味或是某物经过的味道。一般地上的味道能够在很长时间内留存。对于这两种类型的味道进行一段时间追踪後，情形会变得非常不同：空气味会断断续续但味道仍旧浓烈，地面上的味道相对永久可以被狗反复搜寻，但其相较其他味道也更容易受到污染。对于任何事件，可以确信的是，训犬员并不能教会狗如何实现超越它们的天生能力以更有利于追踪；训犬员可以教会的是，依靠合适的激发物，让狗集中注意力在一个味道上并忽略其他味道，未受过训练的狗对其他味道可能更感兴趣。狗有能力進行針對味道搜索，比如在船上对违法货运进行搜查，但这项艰苦工作是必须经过长期训练以鼓励其持续进行的。
所有的狗类都拥有掌握复杂社会行为与理解不同身体语言和声音的能力，如同其他许多掠食动物，狗也能在异常情势进行相应反应并从中学习经验。复杂合作社会行为对犬类通过身体语言表达感知甚或传递处理感情的要求是很高的，这一点上甚至比人类要求还要高，这是因为人类还可以使用语言达到相同的目的。生理上，这种行为是与大量神经刺激下进行的狗面部肌肉活动分不开的，神经会微妙的控制面部表情以表现各种不同的情感；可以对比的是猫，猫脸上只有比较少的神经负责脸部肌肉活动，其结果就是猫只能通过面部表现出有限的情感。
狗的汗腺多分布在脚掌上，因此出汗的时候会在地上留下湿的脚印。狗可以通过张大嘴伸舌头喘气，通过蒸发舌头和肺部的水汽来降温。也可以通过扩张耳朵和面部的毛细血管来散热。

### 背毛
不同的狗有不同的毛皮质地，颜色和花纹。RSPO2、FGF5及KRT71三個基因控制了包括長度、彎曲程度、皮毛紋理等七種毛皮特點。某些种类的外貌有專屬名词藉以稱呼。
基本上，狗类都拥有致密绒毛覆盖在毛皮上，而头部长有鬍鬚，但这两个特征在一些种类的狗身上会有所改变甚或完全消失，就像在墨西哥无毛犬和英格兰斗牛犬身上那样。
人们提及狗的外貌时一般第一想起的总是它的颜色而非种类；人们会说，“一头蓝紫色的澳大利亚牧羊犬”或“一头巧克力色的拉布拉多猎犬”。狗的皮毛颜色包括（但不限于）：
- 黑色：通常是纯黑有时有点发白。
- 棕色：从红褐色到深棕色都有。
- 红：如樱桃树或桃花心木的木头颜色；也有茶色，栗色，橙色，铁锈色，肝脏色（深红）和金红色的。
- 黃：从淡奶酪色到深金黄或金红色。
- 金色：从淡杏仁色到偏红的深黄色。
- 灰狗：从包括银色的淡灰到深灰都有；可以与多种其他颜色和形式混杂产生胡椒粉杂色，胡椒色，灰白色，偏蓝的灰色和银褐色来。
- 蓝色：指的是很深的金属灰色，如黑色上带有蓝纹理或蓝色斑点。
- 深褐色：毛发是黑的；身上的毛皮是金色，银色，灰色或茶色的。
- 白色：这里的白色与白化狗的白色是不同的。

身上纹路包括：
- 双色，如白色和茶色，白色和红色：毛皮明显的拥有两种颜色并且这两种颜色边界清晰；通常上方颜色较深而腿的下半部或腹部颜色较浅。
- 三色：由三种颜色组成；通常的组合包括黑色，茶色，白色或深红色，茶色，白色。
- 斑纹：黑色和棕色，茶色或金色的混和；通常是呈现“虎纹”形式。

- 小丑：在白毛皮上“分裂的黑斑点”。

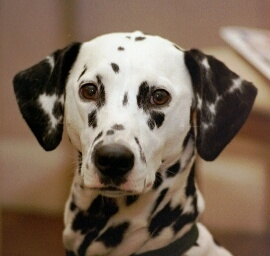
大麦町的毛皮是其最显著的标志

- 纹理：深色的花纹或斑点在某种颜色的毛皮上。
- 混色：双色的毛皮，并且两种颜色互相割裂彼此，面积上大致相同。

狗的毛皮纹理变化多样，一些狗的毛皮惹人喜爱另外一些则完全防水。如在大部分雪橇犬和狐狸狗有着紧密毛皮的狗身上，每英寸的毛发可以高达600根，少毛的約克夏㹴只有100根／英寸，像墨西哥无毛犬这种“无毛”的种类身上完全没有一根毛。毛皮的纹理经常是取决于毛发的分布和狗身上两部分毛的长度：浓密，温暖的「内」(或「里」)部毛发和粗糙抵御天气变化的外（顶）层毛发，外层的毛发也称为针毛。 拥有柔软毛皮的狗种，它们的内层毛发要比针毛长；有着粗糙纹理外观的狗通常它们的针毛比较长。这些纹理包括：
- 双层毛皮：即拥有浓密温暖比较短的「裡層」(或「下层」)毛发以抵御水的渗入，也有比较粗糙抵御天气变化的外层（顶层）毛发，外层的毛发也称为针毛。大部分狗皮毛都是这种类型。
- 单层毛皮：缺少内层毛发层。

- 光皮：摸起来看起来都很光滑。

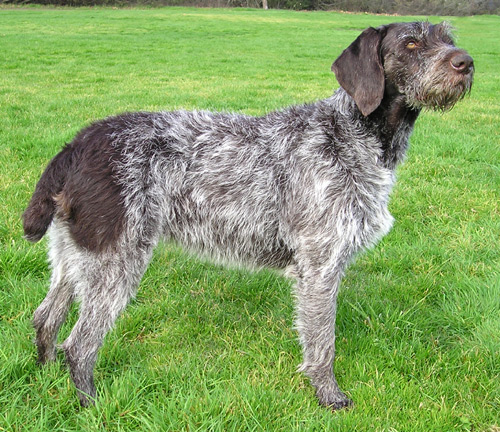
德国硬毛大猎狗的毛皮呈现粗糙的纹理

- 硬毛：也称为破皮。外层针毛明显非常粗糙，给像邊境㹴或Wirehaired Pointing Griffon这种类型的猎狗提供了完美的对天气环境的保护。
- 长毛犬：毛发长于一英寸。
- 短毛犬：毛发短于一英寸或正好。
- 棱纹皮毛：例子参见匈牙利种长毛牧羊犬。

### 耳部

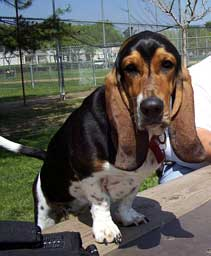
巴吉度猎犬的耳朵很长而且「耷拉」着

狗的耳朵形态多样，大小，长度和在头部的位置甚至是耷拉下来的方式也各异。耳朵的每种形式都有专业术语，包括：
- 蝠耳：头部两侧竖直的大耳朵，顶端呈圆弧状。
- 鈕扣耳（button）：顶端折叠向前贴近头部的小耳朵，形成V字型，就像傑克羅素㹴（Jack Russell）或瑪爾濟斯那样。
- 剪耳（cropped）：像被切过那样。
- 垂耳（drop）：折叠向下紧贴头部的耳朵，就像大部分嗅猎犬那样。也被称为 pendant 耳。
- 自然状态（nature）：像狼那样的耳朵。
- 竖耳：警觉直立的耳朵；也称为 pricked 或 erect。
- 玫瑰耳（rose）：非常小耳折叠向後的耳朵；大部分视力型嗅猎犬和英格兰斗牛犬皆是如此。
- 半竖耳：耳朵大部分直立但顶端有一点开始向前折叠，如柯利牧羊犬那样。

### 尾部
与耳部相比，尾部在形态，长度，毛发，位置方面的差异更加巨大。它们包括：
- 螺纹刀卷状：呈短且卷曲状，例如哈巴狗；
- 无尾状：外部因素如外科手术或其他办法造成尾巴变短只剩尾根，常发生在出生后的三两天内；
- 另类状：卷，但并不短，不常见，藏獒的尾巴即一例；
- 马刀状：如马刀样呈轻微弯曲，但总体说来较平顺；
- 镰刀状：像镰刀一样翘起并呈半圆状。
- 松鼠尾状：向头部高翘，尾尖常因弯曲而更接近头部；
- 轮状：在背上翘起呈大圆，类似轮子。

#### 尾部行為
狗尾部的搖擺動作常被人們視為狗的情緒指針，加拿大維多利亞大學的研究人員做了有關於狗的尾巴擺動行為之研究，他們研究調查了500多隻狗尾部行為，發現當狗的尾巴往牠的左邊擺來擺去時，表示狗的心情不錯，表示友善；要是尾巴往牠的右邊擺動則表示生氣意思，人類最好遠離別招惹它。

### 與猫的關係
一般認為貓與狗互相討厭，如狗會咬貓，而許多貓本能上也害怕狗；常見野貓站在高處，狗則在地上吠叫不停。

## 解剖学结构
像大部分肉食哺乳动物那样，狗拥有有力的肌肉，狗的循环系统能提供疾跑和耐久的体力，犬牙适合进行抓捕，咬住和撕咬动作。
狗的骨骼先天就适合奔跑和跳跃。虽然人类对狗的生育控制已经改变了许多种类的外貌，但所有的狗仍然从先祖那里保存了基本特性。狗的肩骨是分离的（缺少锁骨），这种结构允许其在奔跑和跳跃时步幅更大。狗使用前腿和后腿四足行走，大部分狗前腿的上爪都已经退化。
狗先祖的体形大约类似澳洲野狗，狗的骨骼大约需要发育10个月达到成熟。今日人们膝上的玩赏种类的骨骼只要几个月就已经发育成熟，而像獒这种大狗的骨骼需要16至18个月才能发育成熟。侏儒症影响了某些种类骨骼的比例，如矮脚长耳猎狗。
经由数万年的经验积累使得天性和教养已经部分融和，如训练小灵狗（whippet）看守羊群即是如此。

## 狗與人類的關係

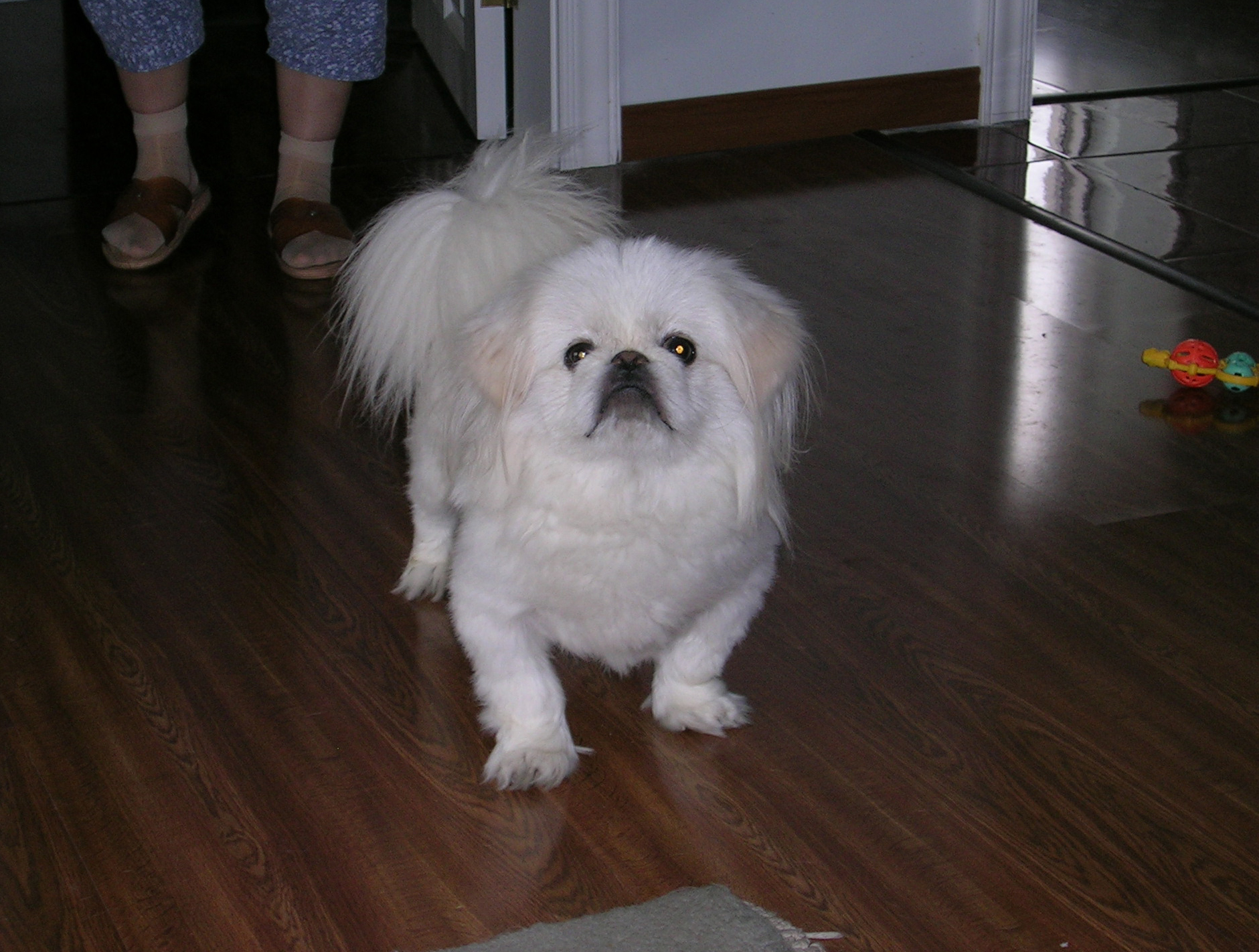
宠物京巴狗

犬在人类社会中扮演多重角色，有不同的工作犬之分。传统上，犬类被用于放牧、守卫等，现在也用作导盲、搜救、侦缉等工作。现如今在许多国家，家犬最普通和重要的社会角色是作为宠物。

### 宠物狗
人类与狗之间经常存在强烈的感情羁绊。狗已经成为人类的宠物。人们乐于接受一个永远高兴看见他，并善解人意的好友，并且这个好友没有任何功利性要求。根据2012年英国媒体报导，近期在《当代生物学》的期刊上发表了一项新的科学研究，研究发现狗智商与一个2岁幼儿相当类似，并有类似婴儿的认知技能，不仅能够了解人类的语言跟想法。团队更进一步指出，透过狗的眼球运动可得知其脑部运作，并利用追踪技术也可以发现部分较聪明的狗还会学习人类的社会技能。
一些研究发现狗能够传递深度情感，例如2014年匈牙利研究人员更成功透过神经成像实验发现，狗的大脑确实可感受人类情绪，再做出各种贴心反应。这据称可能是因为其与现代人类的紧密关系造成，在进化中，幸存下的狗会逐步变得和人类生活更紧密。使用功能性核磁共振發現，經過訓練的狗，腦中左側顳葉皮質、杏仁核、尾核、視丘，會對人類所說的字有反應。
估計有10-20%的人對貓、狗過敏，但對狗過敏比對貓過敏更難診斷。2008年德国慕尼黑海姆霍兹中心流行病学研究所，研究显示家里没养狗的小孩比从出生到六岁家里有养狗的小孩，容易对引发气喘、过敏性鼻炎、湿疹的花粉与吸入性过敏原过敏。研究者海恩瑞希认为，早期接触到狗毛带进屋内的细菌，可刺激免疫系统成熟。另外有研究顯示，出生後一年內家中有寵物的幼童，在7-9歲時過敏性疾病盛行率較低，暗示著寵物貓狗或許有助於防止過敏發生。

### 工作用犬

位處北極的雪橇犬

- 看家护院：从前最主要的用途，现在也是主要用途之一，仅次于作宠物。
- 照顾生活：狗可以被训练成照顾盲人行动的“导盲犬”。也有一些狗用于照顾长期瘫痪或有其他身体不便的人士。
- 捕猎畜牧：猎狗、牧羊犬。
- 交通畜力：在一些寒冷地带生活的人，如北极圈附近生活的爱斯基摩人或在中国东北有些人使用“狗拉爬犁”。也有交通不便的偏遠地區，利用狗協助遞送郵件。
- 军警用途：军犬、警犬、海关缉毒犬、机场火药监测犬、警戒守衛重要地點。也有訓練狗在戰場上協助清除地雷或爆裂物，二次大戰期間，蘇聯紅軍甚至訓練狗綁上炸彈，對納粹德軍戰車或陣地進行自殺式攻擊。
- 表演：大多马戏团都有。又称“训狗”、“训练家犬”。
- 救助：雪崩、地震等灾害发生后常有专门的救助犬首先进入危险地带寻找生存者。
- 醫療：近年來有醫療研究認為狗可以協助心智障礙或精神疾病患者復康，或者協助慢性疾病患者如癌症、中風患者復原，稱這種狗為「狗醫生」。[33]此外有醫療機構利用狗敏銳的嗅覺，訓練狗辨識人類罹患嚴重疾病(如癌症、糖尿病、中風等)的能力。
- 農業：有些狗在農田中被訓練捕獵害蟲、鼠類，或驅趕麻雀、猴子、狐貍等可能偷吃農作物的生物。另外法國人也利用狗的嗅覺，協助採集珍貴的松露。
- 博弈：讓狗互相打鬥或奔跑競賽，並供賭客下注比賽的結果，但近年來動物保護人士批評這是虐待動物的行為，許多國家已立下法令禁止，特別是鬥狗的行為。

### 试验用犬
- 医药试验：在医疗、药品研究时，由于小白鼠的体重和人相差太大，所以经常需要用狗来做试验。
- 太空實驗：在1950年代到1960年代之間蘇聯太空署使用一群犬隻進行次軌道和軌道上的太空飛行以確認人類太空飛行的可行性。其中較著名的有貝爾卡、萊卡跟施特雷卡。

### 食用
在东亚、歐洲等全球許多文明都有食用狗肉的傳統，這是因為過去的狗放養不結紮，狗仔產量大，在農耕時代屬於六畜之一，但由於狗在現代許多地區，特別是文明村鎮發展起來後，狗被視為人类的宠物与伴侣，是故當今食用狗肉常引起争议。部分宗教，如犹太教、伊斯兰教等，视狗肉不洁而拒绝食用。

### 药用及其它
中醫學认为狗多个部位可入药。如认为狗骨有除风祛湿、活血止痛的功效，是虎骨的较好代用品。
李时珍所著《本草纲目》中说“狗胆：平、苦、有小毒。”《本草纲目》记载了六种以狗胆为主的药方。
狗胃结石、膀胱结石及胆结石等，称为狗宝。多为圆球形，表面灰白色或灰黑色，略有光泽。主要成分为碳酸钙、碳酸镁、硫酸镁等，中医认为狗宝具有降逆风、开郁结、解毒之功能。《本草纲目》中记载了三种以狗宝为主的药方。

#### 診斷癌症
2015年，英國慈善組織「醫療偵測犬」訓練出狗隻能嗅出癌症，準確率高達93％，英國的醫院將會引入這種方法。狗的鼻較人類靈敏40倍，除了可以助海關緝毒外，還可以偵測癌症。9隻醫療偵測犬接受過半年訓練，與狗醫生無異。組織和英國國民保健署轄下醫院合作進行測試，實驗室人員將不同病人的尿液樣本放在架上，醫療偵測犬只要嗅一嗅就知道病人是否患有前列腺、膀胱及腎癌。當一嗅到有癌症的氣味，就會坐在那樣本前，讓實驗室人員知道。研究員指，這項研究證實狗有嗅出癌症的能力，準確率達93％，高於傳統的前列腺特異抗原測試。

### 毛皮
狗皮可以像多数动物毛皮一样被製作成皮製品，制作如狗皮褥子，狗皮帽子（故有狗尾續貂一語），等等。“狗皮膏药”是把熬制的黑膏药摊在兽皮或布或纸上制成的，用时候加热，趁温热将有药的一面贴于人体上。

### 袭击人類

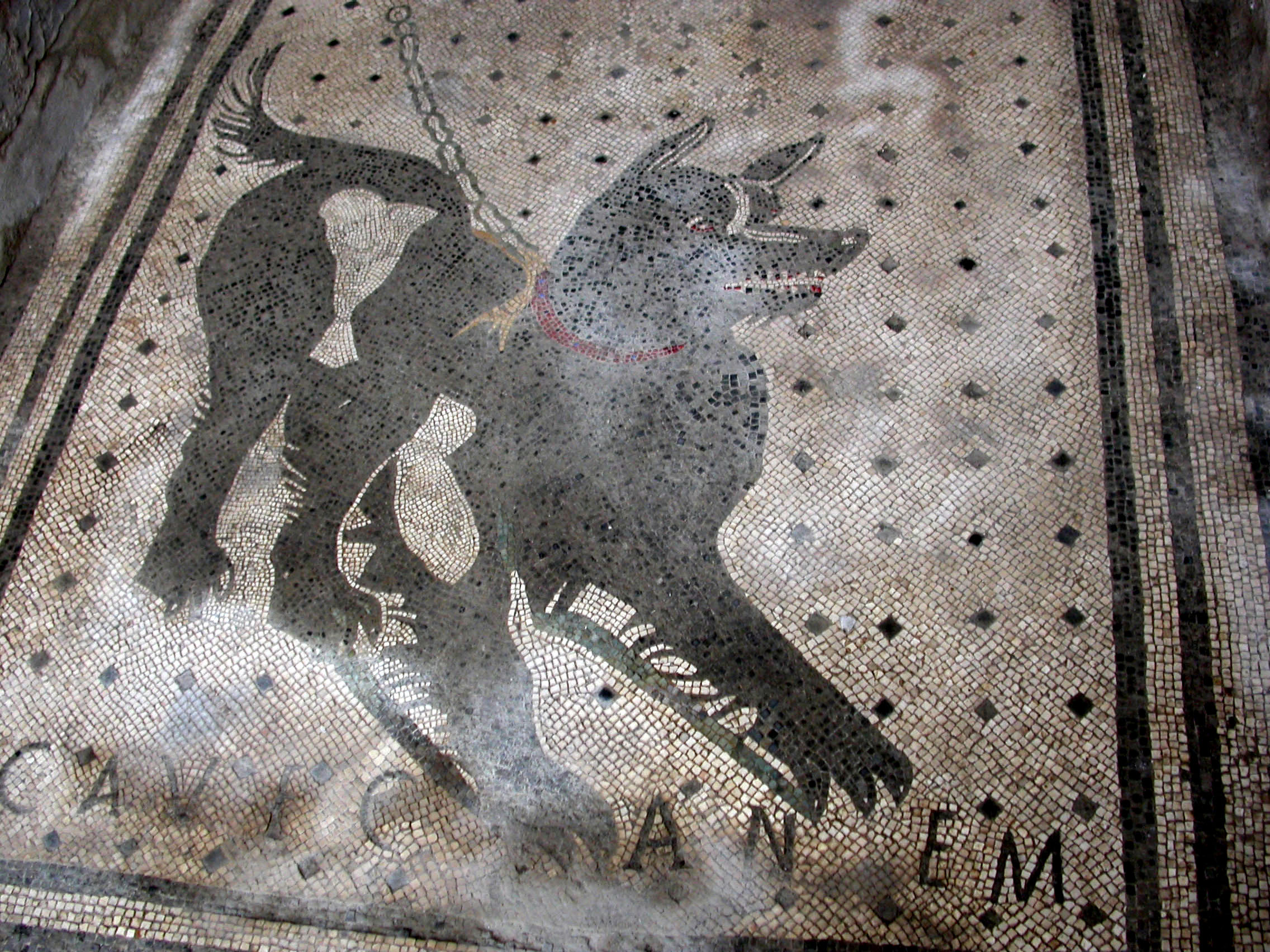
龐貝考古中發現的鑲嵌畫，「注意犬隻」（拉丁語：CAVE CANEM）

狗袭击人甚至其主人的事件时有发生。在美国从1979年到1990年代末期，有超过300人被家养的狗咬死，咬伤则更多。著名的案例有2001年1月26日在美国旧金山一个33岁的妇女在公寓楼裡开门时被邻居的两条大狗咬死（狗太壮，主人拉不住狗链）。2005年6月3日，一名12岁的男孩在旧金山被自家养的狗咬死。
另外，有一些狗携带狂犬病病毒，被这些狗咬伤也有极大的危险。中华人民共和国每年死于狂犬病的人数为各传染病之首，每个月有数百人死于狂犬病。

### 对城市养狗的不同意见
有些人反对养狗，尤其是在城市养狗，理由包括：
1. 狗吠噪音扰民。

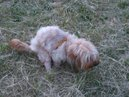
寵物狗

2. 狗的排泄物常遗留在公共场所，污染环境，破壞卫生。
3. 遛狗时很多人不用狗链，对他人安全有威胁。即使在家里或被狗链拴着，也有危险。尤其大型兇猛犬隻極具危險性，如獒犬、土佐犬、比特犬等。参见「袭击人類」一节。

1. 狗有传播拉皮斯症、狂犬病、寄生虫或其他疾病的可能。
2. 狗是食肉动物（虽然不是全食肉），处于食物链的頂端，饲养消费过大。

世界上大多数的大城市允许养狗，但有统一注册管理、定期给狗打疫苗、遛狗时用狗链、清理排洩物以及排遺物等要求。但这些规定在所有城市都不同程度地被养狗人士违反。
在西方國家，尤其是美国，澳大利亚，加拿大，新西兰和欧洲部份国家，因為擁有健全的寵物立法以及大多數飼養寵物的居民擁有近乎獨門獨院的居住環境，所以狗類的飼養異常發達，狗在西方社會亦通常被認為是家庭中的其中一個成員。1990年代后，在澳洲、加拿大及台灣等地，主人可以自願選擇是否將儲存了該狗檔案的寵物登記晶片植入狗體內，該政策同時避免了很多失蹤寵物無法重返家庭的事件發生。
在中国大陆等亞洲地区，無論城市和鄉村都有一些流浪犬的問題。为了防止人类被流浪狗伤害甚至杀死，也为了防止狂犬病的传播，政府組織打狗隊、捕狗隊捕捉流浪狗，以处理流浪狗问题。也有些流浪狗被商家捕殺，用作狗肉食用，但由于卫生以及生命道德觀念，这种行为受到卫生检疫部门和衛道人士的強烈批评。近年來也出現了民間或半官方的流浪犬收容機構，暫時收養流浪狗，並鼓勵愛狗人士以收養代替購買。
不同的育犬協會根據育種的功能和協會的性質有不同的分法。

### 世界犬業聯盟
世界犬業聯盟（FCI）將所有品種分為十類:
1. 牧羊犬及牧牛犬（Sheepdogs and Cattle Dogs（瑞士畜牧犬除外））
2. 賓沙與史納莎-藏獒犬-瑞士山犬與牧牛犬及其他（Pinscher and Schnauzer - Molossoid Breeds - Swiss Mountain and Cattle Dogs and Other Breeds）
3. 㹴犬
4. 臘腸犬
5. 狐狸犬及原始犬類（Spitz and Primitive types）
6. 氣味追蹤犬（Scenthounds and Related Breeds）
7. 指標犬（Pointing Dogs）
8. 尋回犬及激飛犬-水獵犬（Retrievers - Flushing Dogs - Water Dogs）
9. 伴侶犬及玩賞犬（Companion and Toy Dogs）
10. 視獵犬（Sighthounds）

### 英系
1. 獵犬類
2. 槍獵犬類
3. 㹴犬類
4. 萬用犬類（The Utility Group）
5. 工作犬類
6. 玩賞犬類（The Toy Group）

### 美系
根據美國犬業俱樂部（AKC）可分為：
1. 運動犬（Sporting）
2. 獵犬
3. 工作犬
4. 㹴犬
5. 玩賞犬（Toy）
6. 非運動犬（Non-Sporting）
7. 畜牧犬（Herding）

## 狗的本能

### 守護領地本能

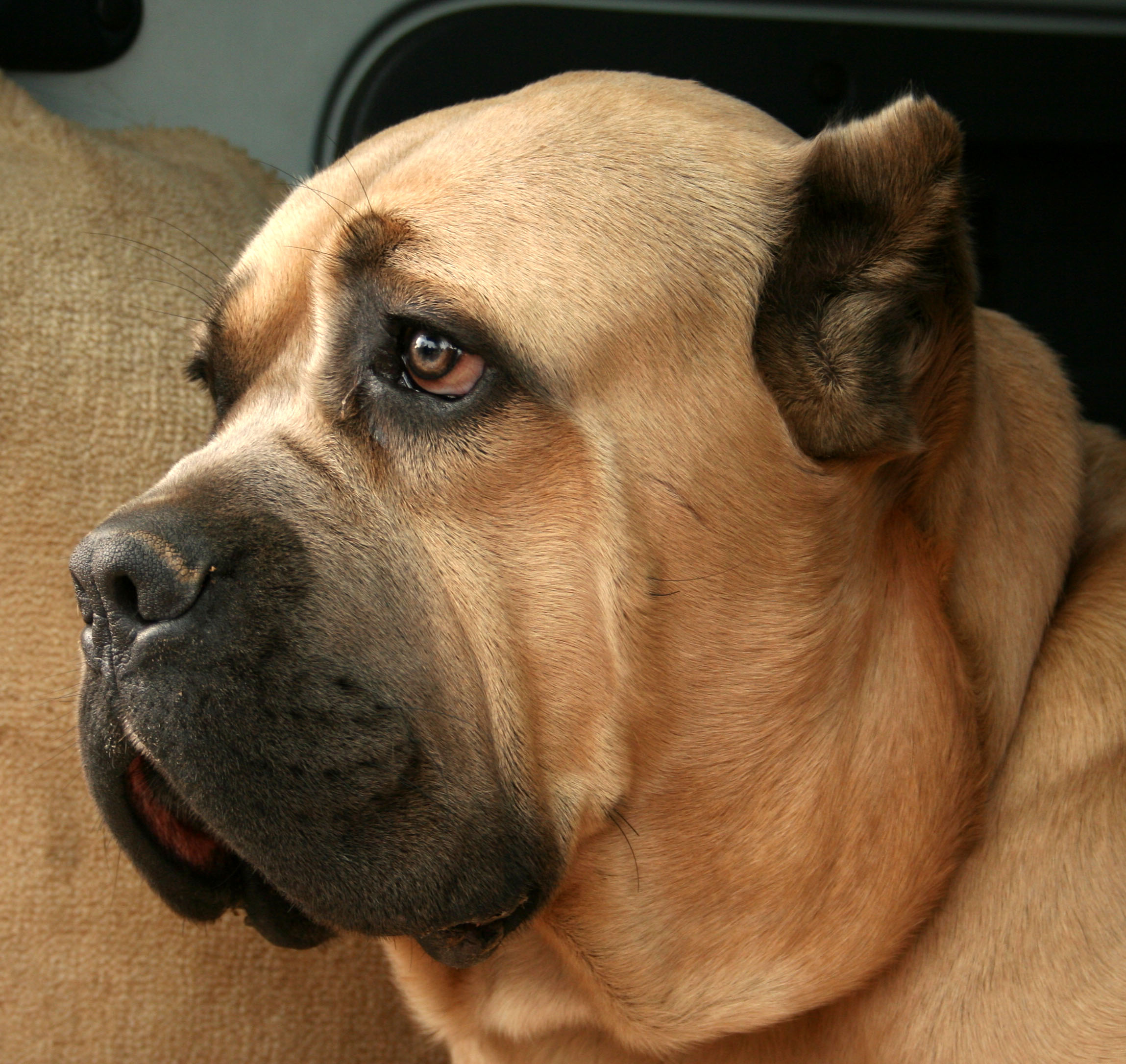
義大利獒犬，優秀的護衛犬和看護犬

一般犬隻都有地盤觀念，這個本能使犬成為優秀的守衛和驅逐者。

### 狩獵本能
狗雖為拾荒動物，但是經過訓練後，能發揮從其狼祖先遺留下來少部份本能，例如：視覺獵犬和追跡，亦有將獵物驅趕控制成小圈的牧羊犬和發動突擊前的姿勢指示獵物位置本能的波音達獵犬。

### 狗在團體中的地位問題
早期科學家和訓犬書常倡導，狗承襲了其祖先——狼的某些習性，不論各種品種，狗都會在團體中將自己的階級，在生活過程中，不論是獵食，遊戲、甚至只是行走的前後順序中，表達、尋找出來，不過在近代的部分專家卻認為，地位論的說法已不合時宜，就如同用黑猩猩的行為套用在人類身上。狗早在9500年前已演化為獨立的物種，牠們從野狼的獵食行為演化為四處拾荒，通常獨自或形成散落的兩、三隻群體，群體地位概念早已變得鬆散，越親近人類的野狗生存能力越差，因此野狗的演化促使依賴人類食物。

## 狗的近親
狗属于食肉目犬科犬属，因而与其它同科近亲如狐、豺等拥有相近的外观与行为特征，与同属的近亲如郊狼等更可能杂交出具有一定生育能力的后代。

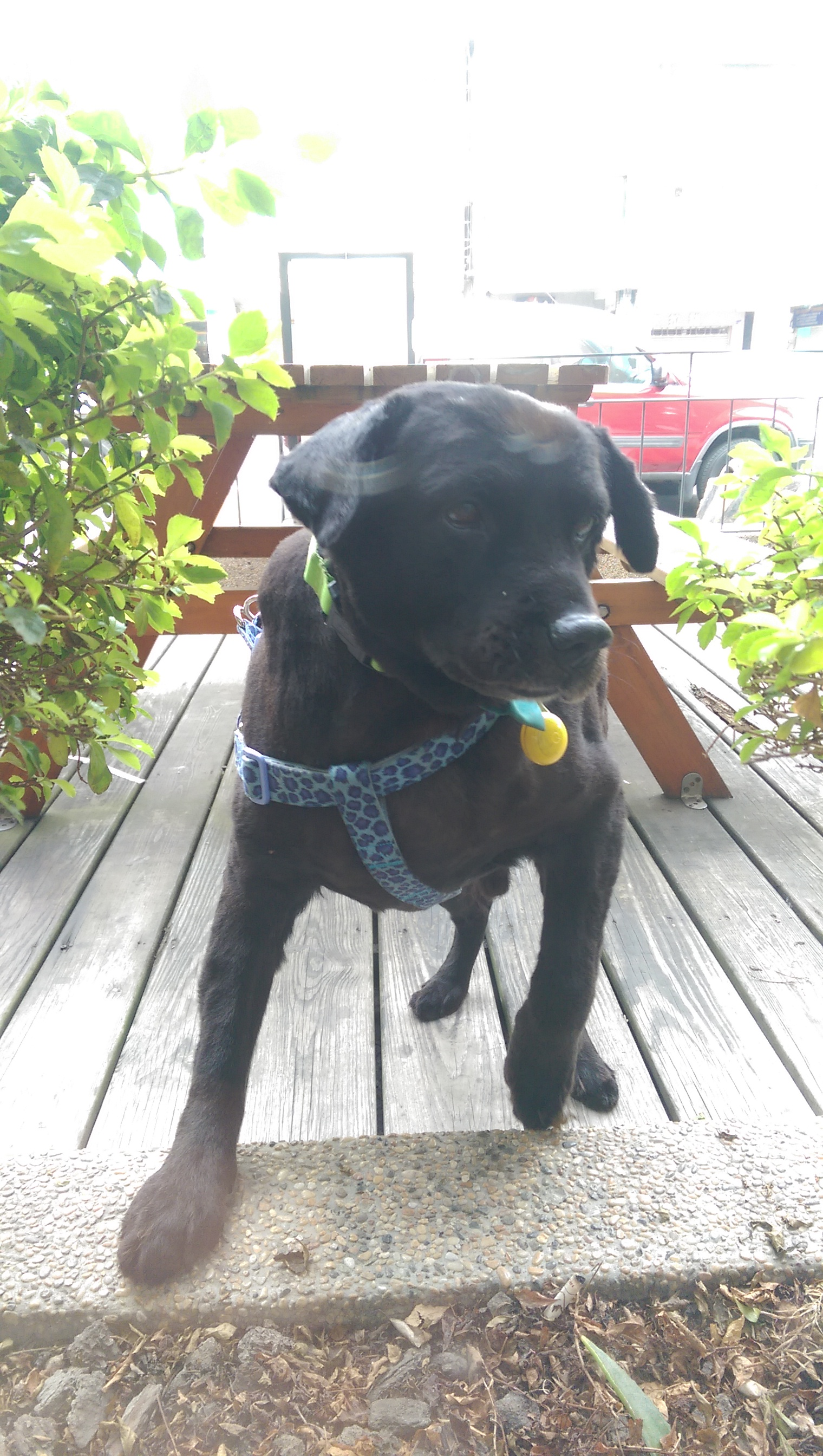
一隻混種的拉不拉多犬

由于家犬与狼是同一个物种，因而能与其它狼亚种如生育具有繁殖能力的後代，其中澳洲野犬更是直接起源于野化的家犬，所以澳大利亞育犬協會甚至將澳洲野犬登記為家犬的品種。
与自然存在的物种与亚种不同，狗的品种与品系是人工择育的结果，在各品种之间，外观可能存有巨大差异但不存在实质的生殖隔离。在育种的历史上，人们可能让不同品种的狗、甚至与野狼交配以孕育出被认为更好的新品种，但也有一些品种在培育过程中，人们可能为了保留该品种的一些特质，而故意让它们近亲繁殖，以维持所谓的“纯正血统”。长期近亲繁殖的作法可能导致其后代出现近交衰退的问题，如體質不好，壽命短等现象。現今則有出現許多所謂“混種犬”俗稱“米克斯”取其英文諧音MIX，其來源於不同品種的犬種，或被棄養在外的流浪狗交叉繁殖而來，其體質和成長的外觀保留或參雜了父母雙方血統的特色，減少了近親繁殖所造成的基因缺陷，且因為這樣的米克斯犬種有很多樣外觀及特色，在當今鼓勵以領養代替購買的推廣之下，也成為逐漸受到歡迎的犬種。

## 对自然生態的影响
狗是外来入侵种之一。由于人类饲养的家犬有稳定的食物来源，家犬的竞争力增强，对野生动物会造成更多的干扰。在野生动物与家犬共存的地区，野生动物通常会避开家犬。
家犬还可能向野生动物传播疾病，如狂犬病和犬瘟热病毒的传播。一个典型的例子是2014年陕西省林业科学院秦岭大熊猫繁育研究中心圈养的大熊猫感染犬瘟热死亡。

## 关于狗的文化

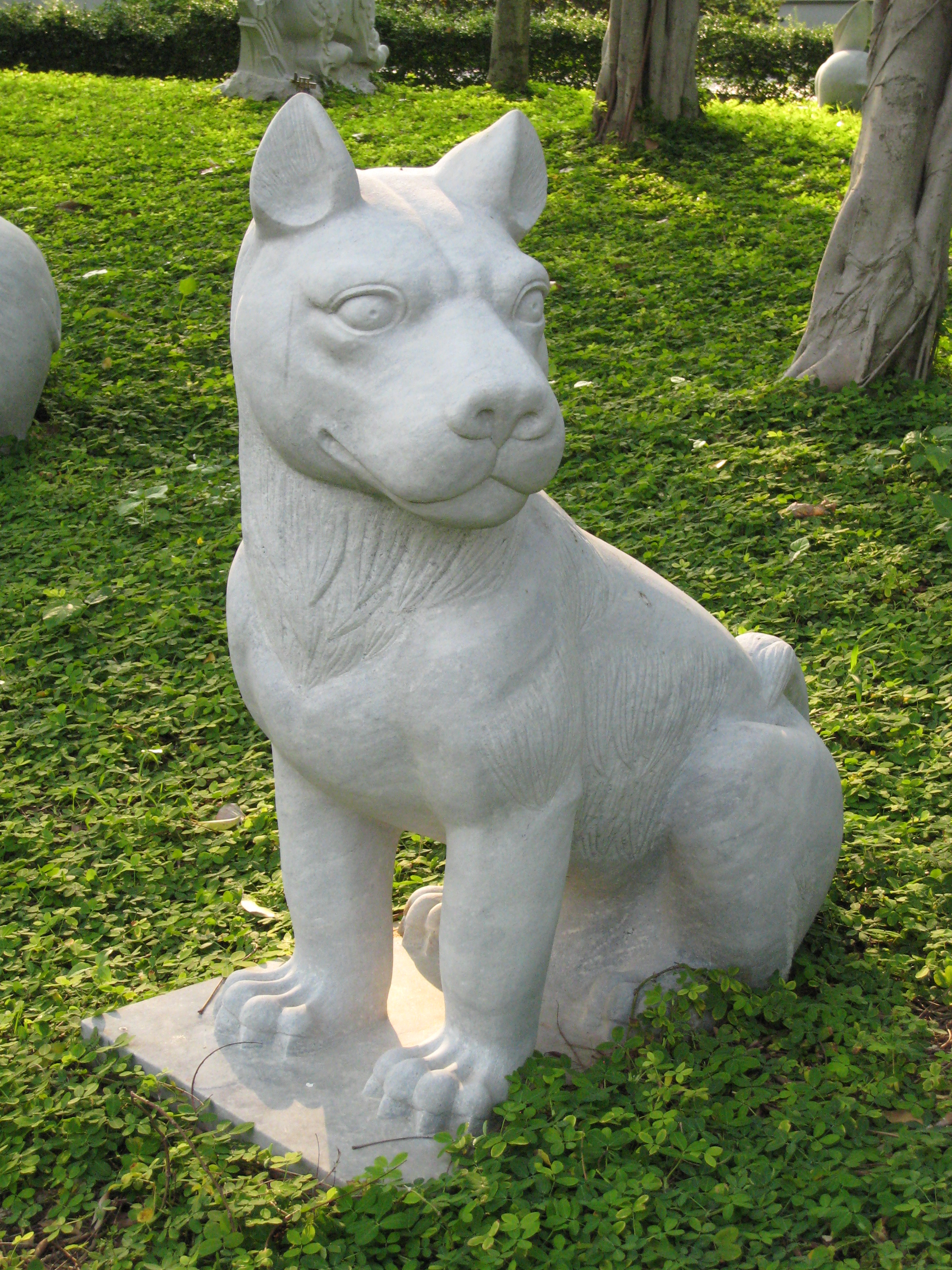
香港九龍寨城公園十二生肖像之狗

### 中国大陆
狗在中国传统的十二生肖中排第十一位。位于鸡的后面，猪的前面。所配地支为戌。也就是说，凡是戌年生的人，其属相为狗。五行上戌狗为土，根据五行相剋关系，可以推导出狗怕虎（见王充《论衡》）。
在十二生肖中，狗為第十一個生肖（鼠、牛、虎、兔、龍、蛇、馬、羊、猴、雞、狗、豬）。
在汉语里，狗通常被用于贬抑词语，在汉语中是不被当作家庭核心成员、地位等同于人的，参见：
- 成语：「 狗血淋頭」」、「雞犬不寧」、「蜀犬吠日」、“关门打狗”、“行同狗彘”、“狗仗人势”、“狗急跳墙”、「喪家之犬」、“鸡鸣狗盗”、「狗苟蠅營」、「狗尾續貂」、「狗膽包天」、「狼心狗肺」、「豬狗不如」、「偷雞摸狗」、「一人得道，鸡犬升天」、「犬馬之勞」。
- 俗语：“狗眼看人低”、“狗改不了吃屎”、“狗嘴里吐不出象牙”、“打狗也要看主人” ，和一些关于狗肉的俗语，“掛羊頭賣狗肉”  。
- 歇後语：“狗拿耗子--多管闲事”、“狗咬呂洞賓--不知好人心”。
- 骂人用语：“狗娘养的”、「狗日的」、“狗东西”、“狗杂种”、「狗崽子」、「狗男女」、「臭狗屎」、「放狗屁」、「狗眼」。
- 贬抑名词：“狗腿子”、「狗頭軍師」、「狗奴才」、“痛打落水狗”、「狗仔隊」、「走狗」、「狗屁不通」等。近年来的网络语言中也出现了「XX狗」或「狗XX」的用法，「XX」一般为被描述的个人或群体所具有的特定身份（名词）或特征（形容词）以及其实施过的行为（动词），如“引战狗”（添加动词）、“洋狗”（添加形容词）、“狗骗子”（添加名词）。
- 自谦：「犬子」（犬子也可用于做贬义代词，如关羽说过“虎女焉能嫁犬子”）。
- 自嘲：現代中國網絡文化中有一種現象，網民自嘲為“狗”，如“累成狗”、“熱成狗”。“XX狗”表示對從事這某行業或者在某狀態中有疲憊/無奈之感，如“加班狗”、“單身狗”；與之異曲同工的有程序員稱“程序猿”、“碼農”，又如互聯網公司產品人員，“產品狗”、“設計獅”。若用於他人身上則不那麼禮貌，帶挑釁諷刺甚至可以是侮辱。

### 台灣
最早期隨南島語族引入台灣，即所謂的「台灣犬」，主要作為狩獵用途，後隨著不同民族交流，相繼引入各種不同的犬種。

### 歐美
歐美文化里，狗是與人非常親密的動物。

### 日本
因为“One One One”的发音与狗叫声的叠音汪汪汪相似，故日本宠物食品协会于1987年将11月1日定为犬之日。

### 蒙古
成吉思汗（鐵木真）曾稱其麾下四名勇猛的大將為「四犬」，分別為者勒蔑、忽必來、哲別、速不台。

### 埃及
在古埃及的信仰裡犬頭人身的阿努比斯是冥界的守護神，在陵墓中亦有寵物犬的壁畫和犬的木乃伊。

### 活躍於虛構作品中的名犬
犬一向是最親近人類的題材，其中最有名的莫過於《史努比》，膾炙人口的《靈犬萊西》，以大麥町為主角的《101忠狗》，《丁丁歷險記》裡的米路。

### 名犬
历史上有名的忠犬，它们凭着对人类的忠诚奉献，被永远纪念。例如中国邓世昌将军的“太阳犬”；日本八公犬、瑞士阿尔卑斯山的圣伯纳犬、蘇聯太空犬等。
位於台灣最北端的鄉鎮－新北市石門區之石門十八王公廟，亦有忠犬隨主人而殉的傳說。

### 神犬
哮天犬，中國神話傳說中二郎神身邊的神獸。

### 「狗」形象的卡通與電影
- 史努比
- 家有賤狗
- 布丁狗
- 肉桂狗
- 比利犬
- 小姐與流氓
- 101忠狗
- 小白 (蠟筆小新)
- 汪汪 (躲猫猫！)（日语：ワンワン (いないいないばあっ!)）
- 快樂小丸日記
- 茶犬
- 心動奇蹟
- 忠犬小八
- 與狗狗的10個約定
- 高飛狗
- 布魯托
- 布布恰恰
- 狐狸與獵狗
- 膽小狗英雄
- 酷狗老皮
- 紅犬背包客
- 汪汪隊立大功
- 貓狗大戰
- 銀牙（日語：銀牙 -流れ星 銀-)
- 曲奇狗（Cookie）

## 參见
- 寵物
- 狂犬病
- 犬类攻击
- 犬種列表

## 腳註
1. ↑  Canis lupus familiaris  Linnaeus, 1758. Retrieved [June 12, 2016], from the Integrated Taxonomic Information System on-line database, http://www.itis.gov.
2. ↑  刘恩山．普通高中教科书·生物学：必修2：遗传与进化 [M/OL]．朱立祥，李晓辉, 副主编．杭州：浙江科学技术出版社, 2019 (2022): 121 [2024]. 国家中小学智慧教育平台.
3. ↑  .   [2024-06-17]. （原始内容存档于2024-06-17）.
4. ↑  黃貞祥. . 臺大科學教育發展中心. 2016-07-06  [2016-12-06]. （原始内容存档于2021-03-12） （中文）.
5. 1 2  Axelsson, E.; Ratnakumar, A.; Arendt, M. L.; Maqbool, K.; Webster, M. T.; Perloski, M.; Liberg, O.; Arnemo, J. M.; Hedhammar, Å.; Lindblad-Toh, K. . Nature. 2013, 495 (7441): 360–364. Bibcode:2013Natur.495..360A. ISSN 0028-0836. PMID 23354050. doi:10.1038/nature11837.
6. ↑  Why are different breeds of dogs all considered the same species? - Scientific American 的存檔，存档日期2016-10-10..  Nikhil Swaminathan. Accessed on August 28, 2016.
7. 1 2  Elizabeth Pennisi. . ScienceNOW. 2009-09-01  [2011-12-01]. （原始内容存档于2013-06-21）.
8. ↑  Pang, J.-F.; Kluetsch, C., Zou, X.-J., Zhang, A.-b., Luo, L.-Y., Angleby, H., Ardalan, A., Ekstrom, C., Skollermo, A., Lundeberg, J., Matsumura, S., Leitner, T., Zhang, Y.-P., Savolainen, P. . Molecular Biology and Evolution. 2009-09-01, 26 (12): 2849–2864. doi:10.1093/molbev/msp195.
9. ↑  Ding, Z-L; Oskarsson, M, Ardalan, A, Angleby, H, Dahlgren, L-G, Tepeli, C, Kirkness, E, Savolainen, P, Zhang, Y-P. . Heredity. 2011-11-23. doi:10.1038/hdy.2011.114.
10. ↑  Elizabeth Pennisi. . ScienceNOW. 2011-11-29  [2011-12-01]. （原始内容存档于2013-06-05）.
11. ↑  =O. Thalmann, B. Shapiro, P. Cui, V. J. Schuenemann, S. K. Sawyer, D. L. Greenfield, M. B. Germonpré, M. V. Sablin, F. López-Giráldez, X. Domingo-Roura,†, H. Napierala, H-P. Uerpmann, D. M. Loponte, A. A. Acosta, L. Giemsch, R. W. Schmitz, B. Worthington, J. E. Buikstra, A. Druzhkova, A. S. Graphodatsky, N. D. Ovodov, N. Wahlberg, A. H. Freedman, R. M. Schweizer, K.-P. Koepfli, J. A. Leonard, M. Meyer, J. Krause, S. Pääbo, R. E. Green, R. K. Wayne. . 2013-11-15  [2015-08-07]. doi:10.1126/science.1243650. （原始内容存档于2015-09-24）.
12. ↑  黃貞祥. . 臺大科學教育發展中心. 2016-01-06  [2016-12-06]. （原始内容存档于2021-03-12） （中文）.
13. ↑  Marc Bekoff; Dale Jamieson. . . Temple University Press. 2006. ISBN 978-1-59213-348-2.
14. ↑  Hazard, Evan B. . . U of Minnesota Press. 1982. ISBN 978-0-8166-0952-9.
15. 1 2  Dewey, T. and S. Bhagat. 2002. "Canis lupus familiaris 的存檔，存档日期2014-10-23.", Animal Diversity Web. Retrieved 6 January 2009.
16. ↑  S. G. Pierzynowski; R. Zabielski. . Volume 28 of Developments in animal and veterinary sciences. Elsevier Health Sciences. 1999: 417. ISBN 978-0-444-50217-9.
17. ↑  National Research Council (U.S.). Ad Hoc Committee on Dog and Cat Nutrition. . National Academies Press. 2006: 137. ISBN 978-0-309-08628-8.
18. ↑  Smith, Cheryl S. . . John Wiley and Sons. 2008. ISBN 978-0-470-17882-9.
19. ↑  Pajic, Petar; Pavlidis, Pavlos; Dean, Kirsten; Neznanova, Lubov; Romano, Rose-Anne; Garneau, Danielle; Daugherity, Erin; Globig, Anja; Ruhl, Stefan; Gokcumen, Omer. . eLife. 2019-05-14, 8. PMID 31084707. doi:10.7554/eLife.44628 .
20. ↑  Fascetti, Andrea J.; Delaney, Sean J. (编). .  1. Wiley-Blackwell. 2012: 76. ISBN 978-0-813-80657-0.
21. ↑  .   [2017-01-26]. （原始内容存档于2016-10-11）.
22. ↑  Murphy, L.A.; Coleman, A.E. . Veterinary Clinics of North America: Small Animal Practice. 2012, 42 (2): 307–312. PMID 22381181. doi:10.1016/j.cvsm.2011.12.003.
23. ↑  .   [2017-01-26]. （原始内容存档于2021-03-12）.
24. ↑  .   [2022-01-14]. （原始内容存档于2019-05-08）.
25. ↑  漢藏比較研究和上古漢語詞彙史 （页面存档备份，存于），中央研究院歷史語言研究所，梅祖麟
26. ↑  .   [2013-06-26].
27. ↑  Three Genes Combine for Seven Coat Types in Dogs[永久], Coat Variation in the Domestic Dog Is Governed by Variants in Three Genes -- Cadieu et al., 10.1126/science.1177808 -- Science, 研究發現狗毛基因 同種狗可擁有不同皮毛 環球科學 （页面存档备份，存于）
28. ↑  The tell tail clue to a happy dog... they wag it to the left （页面存档备份，存于），MailOnline，2010年1月30日
29. ↑  《生活中最常见的谬误：嗨！都在胡说些什么》 （德）瓦尔特.克莱默等 p63 青岛出版社
30. ↑  Ashley Prichard. . Front. Neurosci. 2018-10-15  [2020-05-09].
31. ↑  Sanny K. Chan. . Allergy Asthma Immunol Res. 2018-02-01, 10 (2): 97–105. PMID 29411550. doi:10.4168/aair.2018.10.2.97.
32. ↑  Bill Hesselmar. . PLoSOne. 2018-12-19, 13 (12). PMID 30566481. doi:10.1371/journal.pone.0208472.
33. ↑  .   [2012-01-06]. （原始内容存档于2021-04-13）.
34. ↑  知庸. . 新浪新闻. 2014-06-23  [2014-06-27]. （原始内容存档于2014-06-23）.
35. ↑  . 蘋果日報. 2015年8月13日  [2015年8月13日]. （原始内容存档于2016年3月7日）.（繁體中文）
36. ↑  . www.cdstm.cn.   [2020-03-23]. （原始内容存档于2020-12-05）.
37. ↑  . 生命时报 (新浪新闻). 2007-09-03  [2014-06-27]. （原始内容存档于2021-03-12）.
38. ↑  .   [2011-03-06]. （原始内容存档于2007-10-13）.
39. ↑  . （原始内容存档于2007-06-17）.
40. ↑  Young, Julie K.; Olson, Kirk A.; Reading, Richard P.; Amgalanbaatar, Sukh; Berger, Joel. . BioScience. 2011-02, 61 (2): 125–132. doi:10.1525/bio.2011.61.2.7.
41. ↑  Vanak, Abi Tamim; Gompper, Matthew E. . Mammal Review. 2009-10, 39 (4): 265–283. doi:10.1111/j.1365-2907.2009.00148.x.
42. ↑  Meek, Paul D. . Wildlife Research. 1999, 26 (6): 847. doi:10.1071/WR97101.
43. ↑  Gehrt, Stanley D.; Wilson, Evan C.; Brown, Justin L.; Anchor, Chris. . PLoS ONE. 2013-09-13, 8 (9): e75718. doi:10.1371/journal.pone.0075718.
44. ↑  冯娜.  (博士论文). 吉林农业大学. 2017.

## 延伸阅读
[在维基数据编辑]
 《欽定古今圖書集成·博物彙編·禽蟲典·犬部》，出自陈梦雷《古今圖書集成》
 《清稗類鈔·098》，出自徐珂《清稗類鈔》
 《古蘭經》

## 外部連結
- （英文）维基教科书:如何选择并照料您的宠物
- （英文）维基教科书:狗类饲养
- 主要育犬協會的狗种列表:
  - 美国犬业俱乐部 ACK （页面存档备份，存于）
  - 联合犬业俱乐部 UKC （页面存档备份，存于） - 对美国犬业俱乐部没有分类的宠物狗而且只有美国的品种，进行了分类和识别
  - 世界犬业联盟 FCI （页面存档备份，存于）
  - 国际宠物标准 （页面存档备份，存于）
  - 澳大利亚犬业理事会 ANKC （页面存档备份，存于）
  - 伦敦犬业俱乐部 LKC
  - 新西兰犬业俱乐部 NZKC （页面存档备份，存于）